# Fossmoen
Fossmoen es un pueblo del área de Bardufoss en el municipio de Målselv en Troms, Noruega. Está a 4 km al sudeste del aeropuerto de Bardufoss y Andselv. Recibe su nombre de la cascada Bardufossen. También a 3 km al oeste se encuentra la cascada Målselvfossen.
El museo local (Fossmotunet), que forma parte del museo de Midt-Troms se localiza aquí. Utiliza edificios del siglo XIX y solo abre en verano.